# Gluviopsis balfouri
Gluviopsis balfouri är en spindeldjursart som först beskrevs av Pocock 1895.  Gluviopsis balfouri ingår i släktet Gluviopsis och familjen Daesiidae. Inga underarter finns listade i Catalogue of Life.